# Chorense
Chorense is een plaats (freguesia) in de Portugese gemeente Terras de Bouro en telt 582 inwoners (2001).